# Sigmund Mowinckel
Sigmund Olaf Plytt Mowinckel (4. srpna 1884 v Kjerringøy – 4. června 1965 v Oslu) byl norský teolog zabývající se zejména Starým zákonem.
Od roku 1917 byl docentem na univerzitě v Oslu; roku 1922 se stal profesorem.

## Dílo
- Psalmenstudien (Studie o žalmech) (6 sv., 1921–24)
- Han som kommer (Ten, který přichází) (1951, angl. 1954)